# Hemidesmus cordatus
Hemidesmus cordatus là một loài thực vật có hoa trong họ La bố ma. Loài này được (Poir.) Schult. mô tả khoa học đầu tiên năm 1820.